# Afrânio Rodrigues da Cunha
Afrânio Rodrigues da Cunha (Araguari, 13 de maio de 1907 - ?) foi um político brasileiro, eleito prefeito de Uberlândia no ano de 1954 e exerceu o cargo de deputado federal pela legenda do Partido Social Democrático (PSD) mineiro, assumindo uma cadeira na Câmara em 27 de fevereiro de 1961.

## Biografia
Afrânio Rodrigues era filho de Eduardo Rodrigues da Cunha e de Amália Ambrosina de Oliveira.